# Edward Tiffin

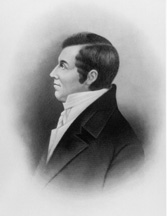
Edward Tiffin

Edward Tiffin (* 19. Juni 1766 in Carlisle, England; † 9. August 1829 im Ross County, Ohio) war ein US-amerikanischer Politiker und von 1803 bis 1807 der erste Gouverneur des Bundesstaates Ohio.

## Frühe Jahre und politischer Aufstieg
Edward Tiffin besuchte die örtlichen Schulen seiner englischen Heimat und studierte anschließend Medizin. Im Jahr 1784 wanderte er nach Amerika aus. Am Jefferson Medical College in Pennsylvania vervollständigte er sein Medizinstudium. Danach praktizierte er in Charlestown als Arzt. Gleichzeitig wurde er Pastor einer methodistischen Kirchengemeinde (Methodist Episcopal Church). Im Jahr 1796 zog Tiffin nach Chillicothe im Ross County im heutigen Ohio, das damals Teil des Nordwestterritoriums war. Dort war er ebenfalls als Arzt und Prediger aktiv.
Tiffins politischer Aufstieg begann im Jahr 1799. In diesem Jahr wurde er in das territoriale Parlament gewählt, dessen Präsident er wurde. Er behielt dieses Mandat bis 1802, als Ohio Bundesstaat der USA wurde. Tiffin war im Jahr 1802 auch Präsident der verfassungsgebenden Versammlung von Ohio. Dadurch wurde er im Staat so bekannt, dass er fast unangefochten zum ersten Gouverneur des neuen Bundesstaates Ohio gewählt wurde. Vorausgegangen war eine Auseinandersetzung mit dem früheren Territorialgouverneur Arthur St. Clair über den Zeitpunkt des Beitritts von Ohio zu den Vereinigten Staaten.

## Gouverneur von Ohio und US-Senator
Tiffin trat sein neues Amt am 3. März 1803 an. Seine erste Aufgabe war der Aufbau einer funktionsfähigen Verwaltung. In diese Zeit fällt auch die Aufdeckung einer von Vizepräsident Aaron Burr geplanten Verschwörung. Nachdem Tiffin 1806 in den Senat der Vereinigten Staaten gewählt worden war, trat er am 4. März 1807 vom Amt des Gouverneurs zurück.
Vom 4. März 1807 bis zum 3. März 1809 war Tiffin als Mitglied der Demokratisch-Republikanischen Partei von Thomas Jefferson Mitglied des US-Senats. Danach war er von 1809 bis 1811 Abgeordneter und Speaker des Repräsentantenhauses von Ohio. Zwischenzeitlich war er wieder als Arzt tätig. Im Jahr 1812 wurde er von Präsident James Madison zum ersten Leiter der Landvergabebehörde (General Land Office) ernannt. Dieses Amt behielt er bis 1814. Danach war er bis 1829 als Nachfolger von Josiah Meigs Leiter der Landvermessungsbehörde im Nordwestterritorium. Dieses Amt behielt er bis zu seiner Entlassung durch Präsident Andrew Jackson im Jahr 1829. Edward Tiffin starb im August desselben Jahres. Er war zweimal verheiratet und hatte fünf Kinder.